# Sharrod Ford
Pour les articles homonymes, voir Ford (homonymie).
Sharrod Ford, né le 9 septembre 1982 à Washington D.C., est un joueur américain de basket-ball.